# Dipoena josephus
Dipoena josephus là một loài nhện trong họ Theridiidae.
Loài này thuộc chi Dipoena. Dipoena josephus được Herbert Walter Levi miêu tả năm 1953.